# Samuel Richardson
Samuel Richardson (Mackworth, Derbyshire, 1689. augusztus 19. – London, 1761. július 4.) angol író, a modern regényírás úttörője.

## Élete
Pályafutását nyomdászként kezdte, később szerkesztéssel és kiadással is foglalkozott. Saját nyomdával rendelkező sikeres kiadóként 1740-ben különös megbízást kapott: fiatal hölgyek számára kellett egy mintalevelekből álló gyűjteményt írnia. A részben hétköznapi témákat felölelő, de végeredményben mégis fikcionális levélgyűjtemény, amely 1741-ben Familiar Letters címen jelent meg, megmozgatta Richardson fantáziáját és végül belefogott egy regény megírásába.
A mű címe Pamela or a Virtue Rewarded ('Pamela, avagy az erény jutalma', 1740), amelyben egy erényes cselédleány az uraság brutális és durva zaklatásai ellen küzd, az erkölcseiben megromlott nemes urat a jó oldalra téríti, hogy végül hozzá menjen feleségül. A regény hihetetlen siker lett Angliában. Bár mára elhomályosul későbbi követői (pl. Goethe: Az ifjú Werther szenvedései) sikerei mellett, Richardson volt a történetet végig egy protagonista szubjektív látószögéből elmesélő regényírás úttörője.
Fő műve azonban az 1747–1748-ban megjelent Clarissa, ez a monumentális levélregény, amelyben a lélektani elemzés elmélyül, a látás- és ábrázolásmód pedig sokkal komorabb. A tragikus cselekmény során a szép és erényes hősnőt érdekházasságba akarják kényszeríteni rokonai, s az ebből menekülő Clarissa az élvhajhász, hódító külsejű Lovelace karjaiban köt ki. Miután az ifjú megerőszakolja, hiába könyörögnek barátnői, családtagjai, hiába ajánl házasságot a megrendült csábító, Clarissa belepusztul fájdalmába. Az aprólékos gonddal kidolgozott, pszichológiailag is hiteles nősors egész Európában hírnevet szerzett Richardsonnak, Diderot az emberiség nagy költői közé sorolta, Rousseau pedig Clarissáról mintázta Az új Héloïse hősnőjét.

## Magyarul
- A' magyar Páméla / Versek, karcolatok; in: Flóra, vagy Szívreható apró románok, erköltsi mesék, versek, 1.; szerk. Kis János; Kiss, Pest, 1806[1]
- Pamela, részlet; ford. Bóka László; in: Világirodalmi antológia a középiskolák számára 4: Angol irodalom; szerk. Lutter Tibor; Tankönyvkiadó,  Bp., 1961
- Pamela, részlet / Pamela, előszó a második kötethez / Clarissa, előszó; in: A szentimentalizmus; bev., vál. Wéber Antal; Gondolat, Bp., 1971